# Timea floridusa
Timea floridusa är en svampdjursart som beskrevs av Carballo och Cruz-Barraza 2006. Timea floridusa ingår i släktet Timea och familjen Timeidae. Inga underarter finns listade i Catalogue of Life.